# Аеције (евнух)
Аеције (грчки: Ἀέτιος; умро после 802.) је био византијски евнух и најутицајнији политичар Византијског царства током владавине царице Ирине (797-802). 

## Биографија
Аеције се у изворима први пут јавља 790. године са титулом протоспатара и повереника царице Ирине, регенткиње свог малолетног сина Константина VI (780-797). У јесен исте године Ирина је покушала да свргне сина и самостално овлада Царством. Долази до побуне војске у корист младог цара. Константин је постављен за јединог владара, а Ирина је стављена у кућни притвор. Њене присталице, укључујући и Аеција, су протеране. 
Аеције и остали евнуси враћени су на своје функције када је Ирина повратила улогу савладара (792). Августа 797. године њен моћни министар, евнух Ставракије, успео је да свргне и ослепи (можда и убије) Константина, чиме је Ирина преузела власт у читавом Царству. Ујаци свргнутог цара, синови покојног цара Константина V (741-775), на челу са цезаром Нићифором, били су потенцијална претња Ирининој владавини. Након побуне из 792. године они су приморани да се замонаше и затворени су у Аја Софију. Аеције је успео да угуши побуну и 797. године те их је протерао у Атину, родни град Ирине. 
Иринина наклоност сада је била подељена између Ставракија и Аеција. Почело је ривалство између двојице евнуха и њихових присталица. Обојица постављају своје рођаке на високе положаје како би, након евентуалне Иринине смрти, преузели власт. Маја 799. године Ирина је заиста била озбиљно болесна. Аеције је на своју страну придобио Никиту Трифилија, доместика схолу, који је Ставракија оптужио за заверу против царице у циљу узурпирања престола. Како би се решио овај проблем, Ирина је сазвала сабор у палати Хијерији, али је Ставракије побегао уз извињење. Почео је да митом придобија људе како би извео државни удар. Аеције је убедио Ирину да 800. године изда наређење којим забрањује контакт са Ставракијем било коме из војске. Постављен је на место стратега Анатолике. Ставракије је био озбиљно болестан. Наставио је да се супротставља Аецију у Кападокији све до смрти јуна 800. године. 
Аеције је након Ставракијеве смрти био на врхунцу моћи. Поред Анатолике, преузео је команду и над Опсикијом. Однео је 800. године победу над Арабљанима. Свога брата Лава именовао је моностратегом Тракије и Македоније контролишући тако војске најближе престоници. Војске којима је управљао директно или преко својих људи чиниле су трећину укупних снага Византијског царства. Настојао је да обезбеди престо за свог брата Лава. Сходно томе, Аеције је 802. године имао значајну улогу у одлуци Ирине да одбаци женидбену понуду светоримског цара Карла Великог. Аецијеви планови наишли су на опозицију других утицајних дворана, пре свега Нићифора (Ирининог министра финансија) и Никите Трифилија, Аецијевог некадашњег савезника. Ту је био и Лав Сарантапек, рођак царице. У страху од избијања грађанског рата, Аеције је 31. октобра 802. године у Великој палати прогласио Нићифора за цара. Тиме је Ирина свргнута и приморана да се повуче у манастир. Аецијева даља судбина није позната. Он је вероватно изгубио власт након ступања Нићифора на престо. Могуће је да је он "патрикије Нићифор" који је заједно са Нићифором погинуо у бици код Плиске против Бугара (26. јула 811. године). 